# سید عبدالوهاب صالح
سید عبدالوهاب صالح ضیابری مجتهد معروف، استاد فقه و اصول، مشروطه‌خواه فعال، عضو کمیته اتحاد اسلام و نماینده رشت در مجلس مؤسسان اول.

## زندگی
او فرزند حجه الاسلام آقا سید صالح ضیابری بود و در سال ۱۲۹۴ ه. ق در ضیابر گیلان چشم به جهان گشود و مقدمات علوم دینی را در زادگاهش و نیز در رشت نزد حاج میرزا علی مجتهد رشتی فراگرفت. سپس برای ادامه تحصیل در سال ۱۳۱۰ ه. ق به نجف اشرف رفت و نزد آخوند ملا محمدکاظم خراسانی و ملا علی نهاوندی و ملا علی شربیانی بهره‌های علمی فرا گرفت و پس از ۱۲ سال در اواخر سال ۱۳۲۲ ه. ق به رشت مراجعت نمود.
وی در رشت به تدریس فقه و اصول پرداخت. از شاگردان مشهورش شیخ علی ناصرانی و شیخ یونس (میرزا کوچک خان جنگلی) و سید رضی رودباری بودند. وارد جریانات مشروطه خواهی شد و از فعالان این جنبش در گیلان بود و به عضویت انجمن ایالتی گیلان نیز برگزیده شد. پس از به توپ بسته شدن مجلس شورای ملی در سال ۱۳۲۶ ه. ق توسط محمدعلی شاه قاجار، مدتی در مشهد بعد از مدت سه ماه با پادرمیانی عده‌ای از اعاظم اجازه بازگشت یافت به این شرط که مقیم رشت نشود. لاجرم به ضیابر زادگاه خود عزیمت کرد. بعد از قیام مشروطه طلبان رشت و قتل آقا بالاخان سردار افخم حاکم مستبد گیلان و تشکیل مجدد انجمن ایالتی، آقا سید الوهاب صالح به رشت منفصل و قوای روس در شهرهای تبریز، رشت و انزلی به تعرض مسلحانه پرداختند، بسیاری از آزادیخواهان دستگیر و برخی از آن‌ها بر اثر محاکمات قلابی در رشت و انزلی از طرف نکراسف کنسول وقت روس در رشت به دار آویخته شدند. در این جریان آقا سید عبدالوهاب صالح و جمعی از سران را مغلولاً به بادکوبه فرستاده و در شهر گرداندند که پس از پایان ماجرا و رهایی از زندان، آقای صالح و فرزند ارشدش سید صالح صالح (ایشان از دانشمندان گیلان و رئیس یکی از شعب دیوان کشور بودن) پس از تسلط روس‌ها بر گیلان در سال ۱۳۲۹ ه. ق و پس از تحمل سختی‌های بسیار و حبس و تبعید از راه بادکوبه عازم استانبول شدند و از آنجا از طریق حلب و بغداد راهی عتبات عالیات گردیدند.
ضیابری پس از سه سال؛ یعنی در ایامی که جنگ جهانی اول آغاز شد، به ایران بازگشت و در کمیته اتحاد اسلام که هیأت مدیره نهضت جنگل بود، عضویت یافت و خیلی زود به ریاست آن برگزیده شد. لیکن با ورود بلشویک‌ها به گیلان و تغییر مسیر مبارزات جنگلی‌ها، پس از پایان کار جنگل، کماکان در رشت به امور اجتماعی مشغول بود و مرجعیت داشت. در این زمان و با شروع به کار کتابخانه عمومی شهر رشت این مجتهد اکثر کتابهای خود را وقف این کتابخانه کردند.
نامبرده در سال ۱۳۰۴ ه. ش از رشت به نمایندگی مجلس مؤسسان اول برگزیده شد و عاقبت نیز در سال ۱۳۱۷ ه. ش (۱۳۵۷ ه. ق) در رشت درگذشت و در گورستان مدیریه در مقبره خانوادگی آقا سید شرف الدین فرزند سید عبدالله (شاه شرف یا شرف شاه) و به بیست و نه واسطه به حضرت امام موسی کاظم (ع) منتهی می‌گردد به خاک سپرده شد. مرحوم صالح ضیابری داماد جواد مجتهد رشتی بود. از این خانواده، شخصیت‌های فقهی، علمی و ... برخاسته‌اند.